# Patrizia Bassis
Patrizia Bassis (Alzano Lombardo, 18 marzo 1973) è un'ex sciatrice alpina italiana.

## Biografia
La Bassis esordì in campo internazionale in occasione dei Mondiali juniores di Geilo/Hemsedal 1991 e Maribor 1992, arrivando 24ª nella discesa libera e 18ª nel supergigante in Norvegia, 7ª nella discesa libera, 19ª nel supergigante, 17ª nello slalom gigante, 17ª nello slalom speciale e 8ª nella combinata in Slovenia. Debuttò in Coppa del Mondo il 5 marzo 1995, a Saalbach-Hinterglemm in supergigante (40ª), e ai Campionati mondiali a Sierra Nevada 1996, dove chiuse 26ª nel supergigante; ai successivi Mondiali di Sestriere 1997 terminò 21ª nella discesa libera e 29ª nel supergigante.
Il 29 novembre 1998 ottenne il miglior piazzamento in Coppa del Mondo, a Lake Louise in supergigante (9ª); a successivi Mondiali di Vail-Beaver Creek 1999 arrivò 28ª nella discesa libera e 12ª nel supergigante, mentre a quelli di Sankt Anton am Arlberg 2001, sua ultima presenza iridata, si piazzò 23ª nella discesa libera. Il 15 marzo 2001 conquistò l'ultimo podio in Coppa Europa, a Piancavallo in supergigante (2ª).
A 28 anni prese parte ai XIX Giochi olimpici invernali di Salt Lake City 2002, sua unica presenza olimpica, dove fu 17ª nella discesa libera, 21ª nella combinata e non completò il supergigante. Prese per l'ultima volta il via in Coppa del Mondo il 13 dicembre 2002 a Val-d'Isère in supergigante, senza completare quella che sarebbe rimasta la sua ultima gara in carriera: annunciò il ritiro dall'attività agonistica al termine di quella stessa stagione 2002-2003, a 30 anni.

## Palmarès

### Coppa del Mondo
- Miglior piazzamento in classifica generale: 42ª nel 1999

### Coppa Europa
- 2 podi (dati dalla stagione 1994-1995):
  - 1 secondo posto
  - 1 terzo posto

### South American Cup
- 1 podio (dati dalla stagione 1994-1995):
  - 1 terzo posto

### Campionati italiani
- 3 medaglie:
  - 2 ori (discesa libera, supergigante nel 2001)
  - 1 argento (supergigante nel 1999)